# Patrick Owomoyela
Patrick Olaiya Olukayode Owomoyela [ˈpatrɪk ovomoˈjɛla] (* 5. November 1979 in Hamburg) ist ein ehemaliger deutscher Fußballspieler und heutiger TV-Experte.

## Karriere

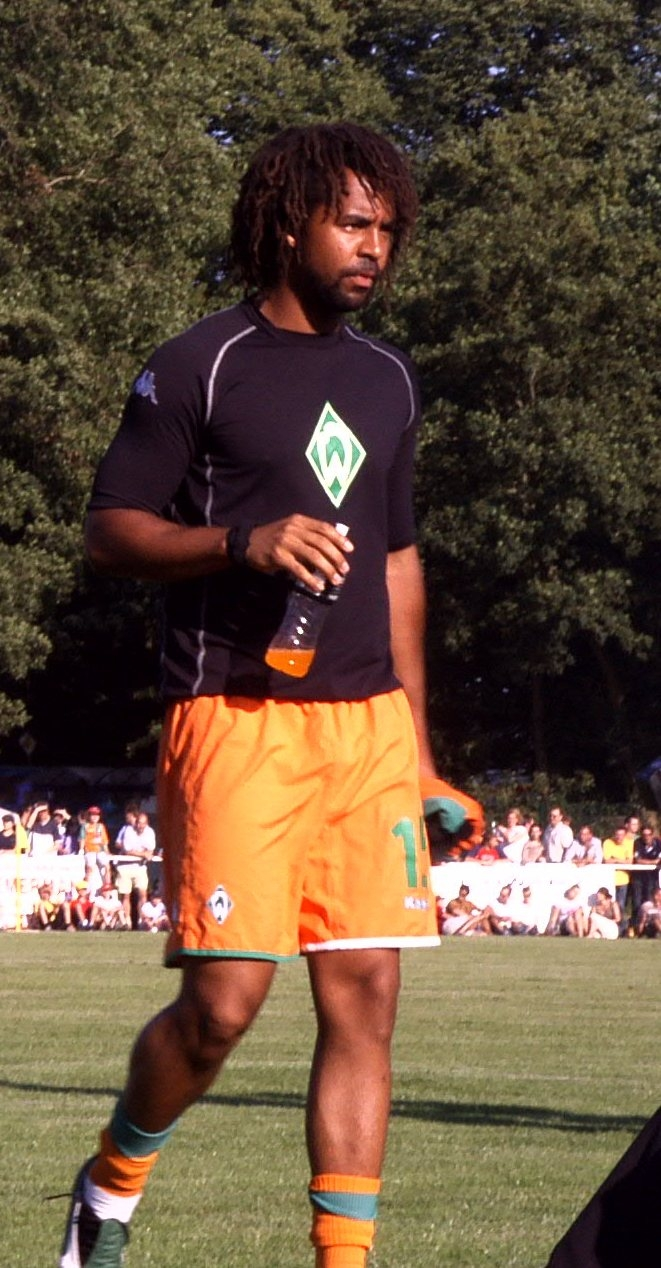
Patrick Owomoyela

### Verein
In der Jugend spielte Owomoyela bei Grün-Weiss Eimsbüttel und dem TSV Stellingen 88, bevor er zur Saison 1998/99 zum Lüneburger SK wechselte, zuvor hatte sich ein Wechsel zum damaligen Zweitligisten SV Meppen im Sommer 1997 zerschlagen.
Nach drei Jahren in Lüneburg, wo seine Karriere verletzungsbedingt erst ab der zweiten Saison an Fahrt aufnahm, lief er zwischen 2001 und 2003 in der Regionalliga für den VfL Osnabrück und den SC Paderborn 07 auf. Bis zum Alter von 18 Jahren spielte Owomoyela zusätzlich auch leistungsorientiert in der Regionalliga Basketball.
Zur Saison 2003/04 ging er zum Zweitligisten Arminia Bielefeld und entwickelte sich zum Profispieler. Mit der Arminia stieg er 2004 in die 1. Bundesliga auf. Im Sommer 2005 wechselte Owomoyela zu Werder Bremen. In der Saison 2006/07 wechselte Clemens Fritz an die Weser. Seitdem konkurrierten Owomoyela und Fritz sowohl in der deutschen Nationalmannschaft als auch bei Werder Bremen um die Position des rechten Außenverteidigers. Durch Verletzungen während der Hinrunde der Saison 2006/07 verlor Owomoyela seinen Stammplatz und kämpfte lange um Anschluss. Nach langer Verletzungspause gab er im März 2007 sein Comeback. 2006 und 2008 wurde Owomoyela mit Bremen jeweils Vizemeister. 
Zur Saison 2008/09 wechselte Owomoyela zu Borussia Dortmund. Mit der Borussia wurde er in der Saison 2010/11 und in der Saison 2011/12 Deutscher Meister. Owomoyelas Vertrag beim BVB wurde zum Ende der Saison 2012/13 nicht weiter verlängert. Da er keinen neuen Verein fand, trainierte er zunächst weiterhin beim BVB mit.
Nachdem sich Owomoyela seit Dezember 2013 in der zweiten Mannschaft (U-23) des Hamburger SV fit gehalten hatte, unterschrieb er am 31. Januar 2014 einen Vertrag bis zum Ende der Saison 2013/14.

### Nationalmannschaft
Eine Einladung des nigerianischen Fußballverbands, in der Nationalmannschaft zu spielen, lehnte Owomoyela, dessen Vater Nigerianer ist, ab und ging auf das spätere Angebot des Deutschen Fußball-Bunds ein. Owomoyela wurde vom Bundestrainer Jürgen Klinsmann als Neuling für die Asienreise der deutschen Fußballnationalmannschaft vom 13. bis 22. Dezember 2004 nominiert. Am 16. Dezember 2004 absolvierte er in Yokohama sein erstes Länderspiel. Er nahm mit der Nationalmannschaft am Konföderationen-Pokal 2005 teil, wurde dort allerdings nicht eingesetzt.

## Titel und Erfolge
Arminia Bielefeld:
- Aufstieg in die Fußball-Bundesliga (1): 2004

Werder Bremen:
- DFL-Ligapokal-Sieger (1): 2006

Borussia Dortmund:
- Deutscher Meister (2): 2011, 2012
- DFB-Pokal-Sieger (1): 2012
- Deutscher Supercupsieger (1): 2008 (inoffiziell)[9]

Nationalmannschaft
- FIFA-Konföderationen-Pokal 3. Platz (1): 2005

Persönliche Auszeichnungen:
- Fußballer des Monats (1): Dezember 2004

## Nach der Karriere
Seit Anfang Dezember 2013 arbeitete Owomoyela als Experte und Co-Kommentator für den Fernsehsender Sky Deutschland. Er kommentiert ebenso auf Englisch Spiele der Bundesliga für das internationale Fernsehen. Ab August 2014 ist er Experte in der Radio-Fußballsendung 1Live Elfer, Owomoyela war bereits vorher im Radioprogramm von 1Live zu hören, unter anderem zur Fußball-Weltmeisterschaft 2014. Seit 2020 war Owomoyela drei Mal Gast in der Sendung Joko & Klaas gegen ProSieben, 2023 nahm er an der ProSieben Sendung Das Duell um die Welt – Team Joko gegen Team Klaas teil.
Aktuell ist er für den Streaming-Sender Amazon Prime Video Sport als Experte tätig.
Gemeinsam mit Norbert Dickel kommentierte der seit 2018 als Markenbotschafter des BVB eingesetzte Owomoyela für den vereinseigenen Fernsehsender bei Direktübertragungen Spiele der Dortmunder Mannschaft. Während einer Übertragung eines Vorbereitungsspiel gegen Udinese Calcio im Sommer 2019 machte Owomoyela die Stimme Adolf Hitlers nach, Dickel verunglimpfte die Spieler des BVB-Gegners als „Itaker“. Die Vereinsführung betonte daraufhin in einer Pressemitteilung, Owomoyelas und Dickels Versuch „witzig zu sein“ sei „vollkommen schiefgelaufen“ und „absolut deplatziert“ gewesen. „Derlei Äußerungen“ hätten laut BVB „bei uns keinen Platz“. Owomoyela und Dickel entschuldigten sich öffentlich für ihr Verhalten und wurden laut Bild-Zeitung anschließend vom BVB vorerst nicht mehr als Kommentatoren eingesetzt.

## NPD-Vorfall
Zur WM 2006 brachte die rechtsextreme NPD einen „WM-Planer“ als Flugblatt heraus, auf dessen Vorderseite ein Trikot der deutschen Nationalmannschaft mit der Nummer 25 (Owomoyelas Rückennummer im Nationalteam) zu sehen war. Darunter fand sich der Slogan „Weiß – nicht nur eine Trikot-Farbe! Für eine echte NATIONAL-Mannschaft“. Im April 2009 wurden die NPD-Funktionäre Udo Voigt, Frank Schwerdt und Klaus Beier erstinstanzlich verurteilt, Owomoyela auf volksverhetzende Art und Weise beleidigt zu haben. In einem Berufungsprozess wurden die Angeklagten im März 2011 freigesprochen. Die Staatsanwaltschaft Berlin legte Revision gegen das zweitinstanzliche Urteil ein. Dieser wurde am 27. März 2012 vom Kammergericht Berlin wegen Fehlern in der Beweisführung stattgegeben und das Verfahren an das Landgericht Berlin zurückverwiesen. Am 14. Mai 2014 wurden Voigt, Schwerdt und Beier erneut erstinstanzlich verurteilt. Im Jahr 2021 war dieses Vorkommnis Teil der Dokumentation Schwarze Adler des Streaminganbieters Prime Video.

## Ehrungen, Auszeichnungen und Engagement außerhalb des Platzes
Am 9. November 2006 wurde Owomoyela für sein Engagement gegen Fremdenfeindlichkeit während der 9. Bremer Nacht der Jugend mit dem Udo-Lindenberg-Preis ausgezeichnet. Anfang 2007 präsentierte er mit Klaus-Dieter Fischer sowie der Bremer Straßenbahn AG eine Bahn für „Fairness auf dem Fußballplatz“. Diese ist mit einem Bild Owomoyelas sowie Appellen gegen rechtsextreme Gewalt gestaltet.

## Sonstiges
- 1997 hatte Owomoyela bei der ZDF-Weihnachtsgala als Sänger sein TV-Debüt.[21][22][23]
- Als Rapper und Schlagzeuger der Gruppe Yam Yam[24], veröffentlichte er 1997 die Single Planet Love.[25]
- Als sich im Jahr 2005 ein Wechsel Owomoyelas von Arminia Bielefeld zu Werder Bremen andeutete, dichteten die Fans der Arminia das Lied Lass die Finger von Owomoyela basierend auf dem Musikstück Emanuela der Gruppe Fettes Brot, welche daraufhin die auf Owomoyela gemünzte Version im Musiksender 1Live zum Besten gab.[26][27]
- Owomoyela ist mit fünf Länderspielen in seiner Zeit bei Arminia Bielefeld der deutsche Rekordnationalspieler der Ostwestfalen.
- Er ist gelernter Gas- und Wasserinstallateur.[22][28]